# سفينة البحث الفني

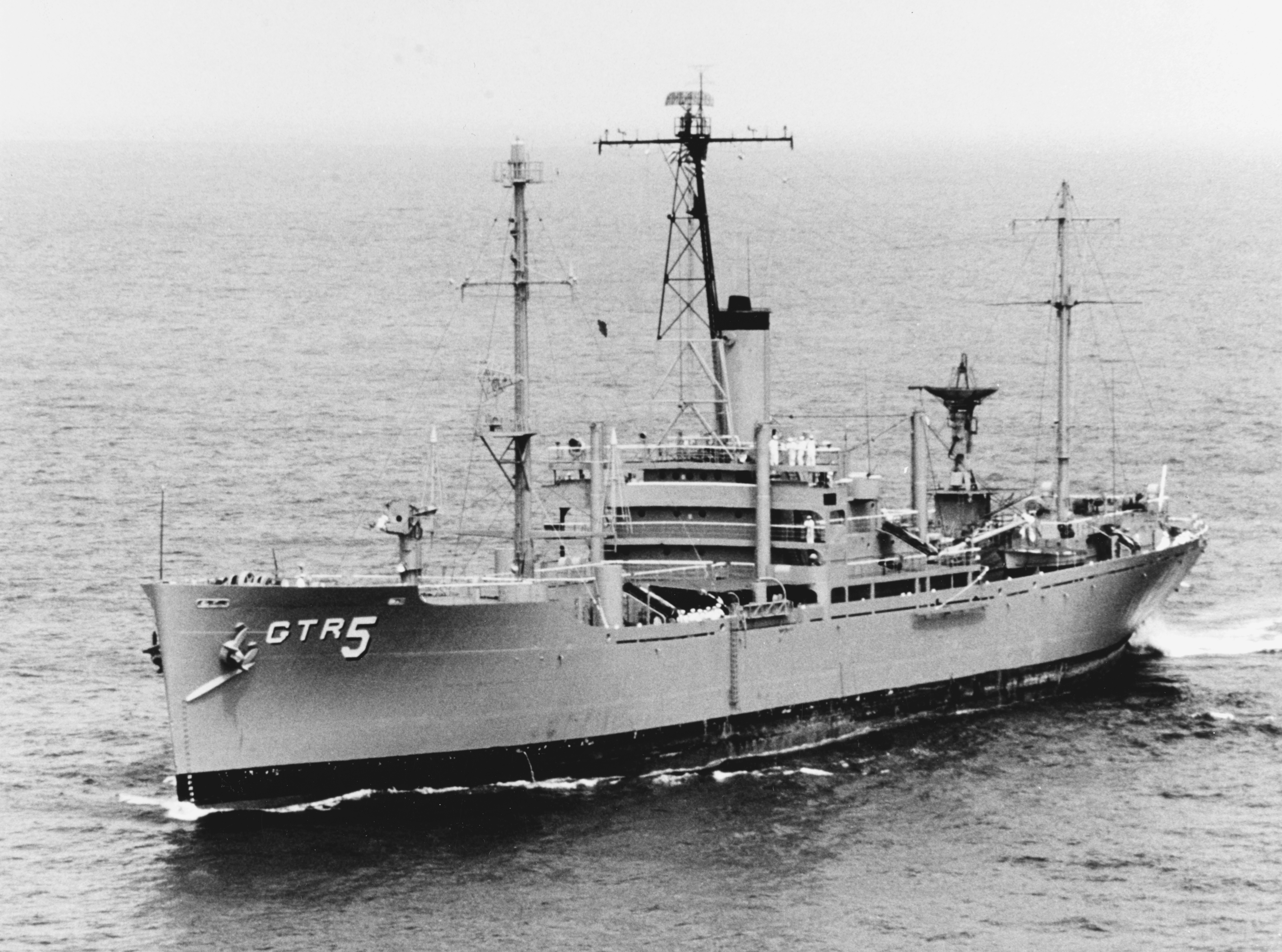
سفينة التجسس يو يو اس ليبرتي

سفينة البحث الفني استخدمت البحرية الأمريكية سفن الأبحاث الفنية خلال الستينيات لجمع المعلومات الاستخبارية عن طريق مراقبة وتسجيل وتحليل الاتصالات الإلكترونية اللاسلكية للدول في أجزاء مختلفة من العالم. في الوقت الذي كانت فيه هذه السفن نشطة ، كانت مهمة السفن سرية وتم حظر مناقشة المهمة الحقيقية ("معلومات سرية"). تم الإعلان عن مهمة السفن على أنها إجراء أبحاث في ظواهر الغلاف الجوي والاتصالات. ومع ذلك ، كانت المهمة الحقيقية سرية إلى حد ما وكان يشار إلى السفن عمومًا باسم "سفن التجسس".

## المهام
كانت هذه السفن تحمل طاقمًا من أفراد البحرية الأمريكية الذين كان تخصصهم هو اعتراض الاتصالات الإلكترونية اللاسلكية وجمع المعلومات الاستخبارية من تلك الاتصالات (استخبارات الإشارات ، وذكاء الاتصالات ، وذكاء الإشارات الإلكترونية (SIGINT)). في الستينيات ، حصل هؤلاء الأفراد على تصنيف البحرية الأمريكية لفني اتصالات (تم تغييره لاحقًا إلى فني تشفير).
من أجل إرسال المعلومات الاستخباراتية التي تم جمعها مرة أخرى إلى الولايات المتحدة لمزيد من المعالجة والتحليل ، كان لهذه السفن نظام خاص يسمى سفينة الأبحاث الفنية للاتصالات الخاصة ، أو TRSSCOM (تنطق tress-com). استخدم نظام اتصالات اتصال الأرض-القمر-الأرض هوائيًا مكافئًا خاصًا مستقرًا للجيروسكوب بطول 16 قدمًا (4.9 مترًا) ، والذي يمكن رؤيته في الخلف من البنية الفوقية الرئيسية في الصور المصاحبة لبيلمونت وليبرتي. تم إرسال إشارات الراديو نحو القمر ، حيث سترتد مرة أخرى نحو الأرض ويتم استقبالها بواسطة هوائي مكافئ كبير يبلغ طوله 84 قدمًا (26 مترًا) في محطة اتصالات بحرية في شلتنهام بولاية ماريلاند (بالقرب من واشنطن العاصمة) أو هاواي . يمكن أن تحدث الاتصالات فقط عندما يكون القمر مرئيًا في وقت واحد في موقع السفينة وفي شلتنهام أو هاواي. أدى التثبيت الجيروسكوبي للهوائي إلى إبقاء الهوائي موجهًا نحو القمر بينما كانت السفينة تتدحرج وتنحدر على سطح المحيط.
تم تصنيف هذه السفن على أنها مساعِدة بحرية مع تسمية بدن AGTR ، والتي تعني البحث التقني العام المساعد. تم بناء خمس من هذه السفن بأرقام بدن من 1-5. تم تحويل السفن الثلاث الأولى من هذا النوع (أكسفورد ، وجورج تاون ، وجيمستاون) من سفن ليبرتي التي تعود إلى حقبة الحرب العالمية الثانية. تم تحويل آخر سفينتين (بلمونت وليبرتي) من سفن النصر. كانت السرعة القصوى لسفن ليبرتي السابقة 11 عقدة (20 كم / ساعة ؛ 13 ميلاً في الساعة) قد حددت أول ثلاث AGTRs لمهام التبخير البطيء في المحطة مع الحد الأدنى من العبور. مكّنت سرعة سفن النصر المستمرة البالغة 18 عقدة (33 كم / ساعة ؛ 21 ميلاً في الساعة) بلمونت من مواكبة عمليات البحر الأبيض المتوسط لحاملة طائرات الهليكوبتر السوفيتية موسكفا في عام 1969. تم إيقاف تشغيل جميع سفن البحث الفني وإصابتها بحلول عام 1970.
تلقى أحد طاقم هذه السفن شهادة وحدة رئاسية للبطولة في القتال. تعرضت يو إس إس ليبرتي للهجوم ، وألحقت أضرارًا بالغة ، وقتل 34 من أفراد الطاقم بسبب القصف ، وقصف النابالم والنسف من الطائرات المقاتلة الإسرائيلية وزوارق الطوربيد في 8 يونيو 1967.
تم منح يو إس إس جيمستاون وسام استحقاق وحدة مع USS أكسفورد. جاء في الاقتباس (جزئيًا) "للخدمة الجديرة بالتقدير من 1 تشرين الثاني / نوفمبر 1965 إلى 30 حزيران / يونيه 1969 أثناء المشاركة في عمليات الدعم القتالي في جنوب شرق آسيا. ومن خلال البحث وتجميع البيانات التقنية القيمة للغاية ، ساهمت يو إس إس جيمستاون ويو إس إس أكسفورد بشكل كبير في الأمن العام للولايات المتحدة وقوات العالم الحر الأخرى العاملة في دعم جمهورية فيتنام.

## سفن من نوع البحث الفني
(تواريخ بدء التشغيل - إيقاف التشغيل)
- فئة أكسفورد (نوع سفينة الحرية)
  - يو إس إس أكسفورد • 1961-1969
  - يو إس إس جورج تاون • 1963-1969
  - يو إس إس جيمستاون • 1963-1969
- فئة بلمونت (نوع سفينة النصر)
  - يو إس إس بلمونت • 1964–1970
  - يو إس إس ليبرتي • 1964-1968

## سفينة الأبحاث البيئية (AGER)
ثلاث سفن أصغر ، سفن إمداد الجيش السابقة (FS) التي حولتها البحرية إلى سفن شحن خفيفة (AKL) ثم إلى سفن أبحاث بيئية من فئة Banner (AGER) كانت لها مهمة مماثلة. على النقيض من حد الطفو المرتفع لهيكل AGTR Liberty و Victory ، كانت طوابق AGER منخفضة وعرضة للصعود من قوارب صغيرة. يو إس إس بويبلو ، من الناحية الفنية لا تزال في الخدمة ، محتجزة من قبل كوريا الشمالية منذ هجومها والاستيلاء عليها في 23 يناير 1968.